# Gérard Mongeau

Wappen

Gérard Mongeau OMI (* 4. Februar 1900 in L’Épiphanie, Kanada; † 29. Oktober 1994 in Cotabato City, Philippinen) war ein kanadischer Geistlicher.
Mongeau wurde am 14. Juni 1924 zum Priester für die Oblaten der Unbefleckten Jungfrau Maria geweiht. Papst Pius XII. ernannte ihn am 27. März 1951 zum Prälaten von Cotabato und Titularbischof von Diana ernannt. Egidio Vagnozzi, Apostolischer Nuntius auf den Philippinen, weihte ihn am 29. Juni 1951 in Cotabato City zum Bischof. Mitkonsekratoren waren Luis Valdesco Del Rosario SJ, Bischof von Zamboanga, und Rufino Jiao Santos, Apostolischer Administrator von Infanta. Am 12. Juni 1976 erhob Papst Paul VI. die Prälatur zum Bistum und somit Mongeau zum Bischof. Papst Johannes Paul II. machte das Bistum zum Erzbistum und ernannte Mongeau zum Erzbischof. Am 14. März 1980 nahm der Papst seinen Rücktritt an.
Mongeau nahm an allen vier Sitzungsperioden des Zweiten Vatikanischen Konzils als Konzilsvater teil.